# FDP Baden-Württemberg
Die FDP Baden-Württemberg entstand 1952, als die in Württemberg-Baden gegründete liberale Demokratische Volkspartei (DVP), die dort bereits seit 1948 als FDP-Landesverband fungierte, zusammen mit dem FDP-Landesverband von Baden im neuen Landesverband der FDP in Baden-Württemberg aufging. Die FDP-Landesverbände der drei bis 1952 auf dem Gebiet Baden-Württembergs bestehenden Vorgängerländer hatten sich bereits 1948 organisatorisch der FDP-Bundespartei angeschlossen. Während die Landespartei den Zusatz DVP aufgegeben hat, führt die Fraktion im Landtag von Baden-Württemberg immer noch die Bezeichnung FDP/DVP-Fraktion.

## Organisation
Der Landesverband gliedert sich in neun Bezirksverbände, 42 Kreisverbände und 252 Ortsverbände und hat seinen Sitz in Stuttgart. Landesvorsitzender ist seit Januar 2025 der Fraktionsvorsitzende der FDP-Landtagsfraktion Hans-Ulrich Rülke.
Oberstes Organ ist der Landesparteitag, der traditionell am Vortag des Dreikönigstreffens in Stuttgart stattfindet und auf eine Tradition der württembergischen DVP bzw. der mit ihr verbundenen Parteien zurückgeht. Alle zwei Jahre findet zusätzlich ein Parteitag im Sommer statt, auf welchem die Neuwahlen des Landesvorstandes im Mittelpunkt stehen. Weitere Organe des Landesverbands sind die Landesvertreterversammlung, der Landeshauptausschuss und der Landesvorstand.

## Geschichte

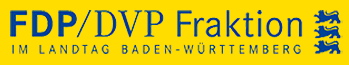
Logo der FDP/DVP-Fraktion im Landtag von Baden-Württemberg

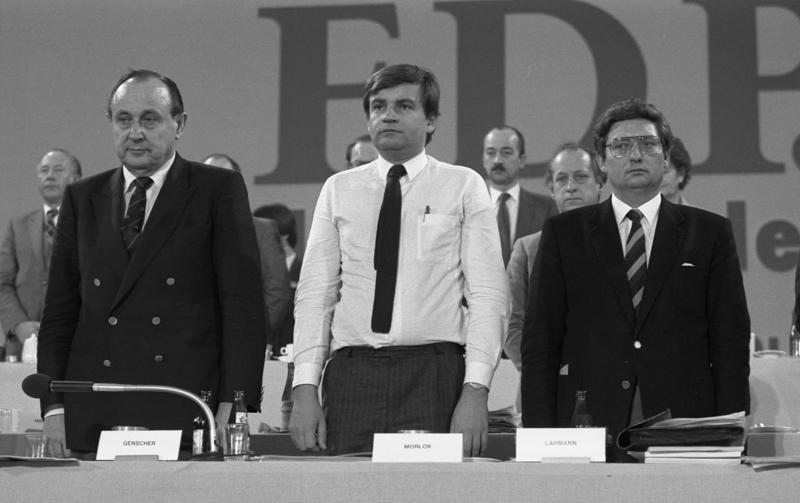
Der Landesvorsitzende Jürgen Morlok (Bildmitte) 1983 in Freiburg auf dem FDP-Bundesparteitag (links neben ihm: Hans-Dietrich Genscher)

Die historischen Wurzeln der FDP in Baden-Württemberg sind eng mit der ersten demokratischen Bewegung in Deutschland verknüpft, die sich vor allem aus liberalen Kräften zusammensetzte. Sie geht konkret bis auf die vor der Märzrevolution abgehaltene Heppenheimer Tagung vom 10. Oktober 1847 zurück.
Die FDP/DVP wurde am 19. Oktober 1952 als Zusammenschluss der seit 1864 bestehenden Demokratischen Volkspartei (DVP) von Württemberg-Baden und des FDP-Landesverbands in Baden, der dort bis 1948 unter dem Namen Demokratische Partei auftrat, gegründet. Erst am 22. Februar 1953 trat auch der FDP/DVP-Landesverband von Württemberg-Hohenzollern bei. Bis zur Wahl von Thomas Kemmerich am 5. Februar 2020 zum Thüringer Ministerpräsidenten stellte die FDP/DVP mit Reinhold Maier (in Württemberg-Baden und Baden-Württemberg) von 1945 bis 1953 den einzigen liberalen Ministerpräsidenten in der Bundesrepublik Deutschland. Die FDP/DVP war von 1952 bis 1966 und von 1996 bis 2011 Regierungsfraktion in Baden-Württemberg. Von 1966 bis 1996 und erneut seit 2011 befindet sie sich in der Opposition. Aus dem Landesverband gingen wichtige Persönlichkeiten wie etwa Bundespräsident Theodor Heuss und Bundesaußenminister Klaus Kinkel hervor.

## Landesvorsitzende
| Amtszeit  | Vorsitzende/r                |
| --------- | ---------------------------- |
| 1952–1964 | Wolfgang Haußmann            |
| 1964–1967 | Hermann Saam                 |
| 1967–1971 | Hermann Müller               |
| 1971–1974 | Karl Moersch                 |
| 1974–1978 | Martin Bangemann             |
| 1978–1985 | Jürgen Morlok                |
| 1985–1988 | Walter Döring                |
| 1988–1990 | Friedrich-Wilhelm Kiel       |
| 1990–1991 | Georg Gallus (kommissarisch) |
| 1991–1995 | Roland Kohn                  |
| 1995–2004 | Walter Döring                |
| 2004–2013 | Birgit Homburger             |
| 2013–2024 | Michael Theurer              |
| seit 2025 | Hans-Ulrich Rülke            |

## Wahlergebnisse
Die FDP Baden-Württemberg ist der einzige FDP-Landesverband, der noch nie an der Fünf-Prozent-Hürde gescheitert ist.

### Landtagswahlergebnisse in Baden-Württemberg
| Ergebnisse der Landtagswahlen | Ergebnisse der Landtagswahlen | Ergebnisse der Landtagswahlen | Ergebnisse der Landtagswahlen |
| Jahr                          | Stimmen                       | Sitze                         |                               |
| ----------------------------- | ----------------------------- | ----------------------------- | ----------------------------- |
| 1952                          | 18,8 %                        | 23                            |                               |
| 1956                          | 16,6 %                        | 21                            |                               |
| 1960                          | 15,8 %                        | 18                            |                               |
| 1964                          | 13,1 %                        | 14                            |                               |
| 1968                          | 14,4 %                        | 18                            |                               |
| 1972                          | 08,9 %                        | 10                            |                               |
| 1976                          | 07,8 %                        | 09                            |                               |
| 1980                          | 08,3 %                        | 10                            |                               |
| 1984                          | 07,2 %                        | 08                            |                               |
| 1988                          | 05,9 %                        | 07                            |                               |
| 1992                          | 05,9 %                        | 08                            |                               |
| 1996                          | 09,6 %                        | 14                            |                               |
| 2001                          | 08,1 %                        | 10                            |                               |
| 2006                          | 10,7 %                        | 15                            |                               |
| 2011                          | 05,3 %                        | 07                            |                               |
| 2016                          | 08,3 %                        | 12                            |                               |
| 2021                          | 10,5 %                        | 18                            |                               |

### Bundestagswahlergebnisse in Baden-Württemberg
| 1949 | 18,2 %1/15,3 %2 | 71/12 |
| 1953 | 12,7 %          | 09    |
| 1957 | 14,4 %          | 11    |
| 1961 | 16,6 %          | 12    |
| 1965 | 13,1 %          | 10    |
| 1969 | 07,5 %          | 06    |
| 1972 | 10,2 %          | 08    |
| 1976 | 09,1 %          | 07    |
| 1980 | 12,0 %          | 09    |
| 1983 | 09,0 %          | 07    |
| 1987 | 12,0 %          | 09    |
| 1990 | 12,3 %          | 10    |
| 1994 | 09,9 %          | 08    |
| 1998 | 08,8 %          | 07    |
| 2002 | 07,8 %          | 06    |
| 2005 | 11,9 %          | 09    |
| 2009 | 18,8 %          | 15    |
| 2013 | 06,2 %          | 0–    |
| 2017 | 12,7 %          | 12    |
| 2021 | 15,3 %          | 16    |
| 2025 | 05,6 %          | 0–    |

1Württemberg-Baden
2Württemberg-Hohenzollern

## Stammland der FDP
Wegen der größeren Stärke der FDP im Vergleich zum Bundesdurchschnitt und wegen der historischen Bedeutung des Liberalismus in den Landesteilen wird Baden-Württemberg auch als „Stammland der FDP“ bezeichnet. Dies wird unterstrichen durch das traditionelle, jährlich am 6. Januar in Stuttgart stattfindende Dreikönigstreffen der Partei, das heute als politischer Jahresauftakt der Liberalen mit bundespolitischer Bedeutung gilt.

## Landtagsfraktion
Die FDP/DVP-Fraktion im Landtag von Baden-Württemberg besteht nach der Landtagswahl 2021 aus 18 Abgeordneten. Fraktionsvorsitzender ist Hans-Ulrich Rülke.

### Fraktionsvorsitzende
| Amtszeit  | Vorsitzender             |
| --------- | ------------------------ |
| 1952–1953 | Wolfgang Haußmann        |
| 1953–1956 | Otto Gönnenwein          |
| 1956–1960 | Eduard Leuze             |
| 1960–1964 | Walter Nischwitz         |
| 1964–1968 | Friedrich Stock          |
| 1968–1969 | Eduard Leuze             |
| 1969–1976 | Johann Peter Brandenburg |
| 1976–1984 | Jürgen Morlok            |
| 1985–1988 | Hinrich Enderlein        |
| 1988–1996 | Walter Döring            |
| 1996–2004 | Ernst Pfister            |
| 2004–2009 | Ulrich Noll              |
| seit 2009 | Hans-Ulrich Rülke        |
| Quelle:   |                          |

## Bundestagsabgeordnete
Bundestagsabgeordnete aus Baden-Württemberg und seinen Vorgängerländern waren:
- Valentin Abel (2021–2025)
- Renata Alt (2017–2025)
- Martin Bangemann (1972–1980, 1987–1989, anschließend EG-Kommissar)
- Wolfram Bergerowski (1980–1983)
- Jens Brandenburg (2017–2025)
- Guido Brunner (1980–1981, anschließend EG-Kommissar)
- Ewald Bucher (1953–1969)
- Ernst Burgbacher (1998–2013)
- Ralf Dahrendorf (1969–1970, anschließend EG-Kommissar)
- Emmy Diemer-Nicolaus (1957–1972)
- Hermann Dürr (1957–1965)
- Olaf Feldmann (1981–1998)
- Richard Freudenberg (parteilos, Gast der FDP-Fraktion 1949–1952, anschließend fraktionslos)
- Gisela Frick (1994–2002)
- Rita Fromm (1980–1983)
- Georg Gallus (1970–1994)
- Martin Gassner-Herz (2021–2025)
- Gustav Freiherr von Gemmingen-Hornberg (1967–1969)
- Christopher Gohl (2021)
- Hubertus von Golitschek (2009–2013)
- Heinz Golombeck (1949–1953)
- Martin Grüner (1969–1994)
- Julian Grünke (2024–2025)
- Helmut Haussmann (1976–2002)
- Ulrich Heinrich (1987–2005)
- Theodor Heuss (1949, anschließend Bundespräsident)
- Friedrich Hölscher (1972–1982, anschließend fraktionslos)
- Christoph Hoffmann (2017–2025)
- Karl Hoffmann (1949–1957)
- Birgit Homburger (1990–2013)
- Margarete Hütter (1949–1953, 1955–1957)
- Christian Jung (2017–2021)
- Ann-Veruschka Jurisch (2021–2025)
- Klaus Kinkel (1994–2002)
- Marcel Klinge (2017–2021)
- Pascal Kober (2009–2013, 2017–2025)
- Georg Kohl (1949–1952)
- Roland Kohn (1983–1998)
- Alexander Kulitz (2017–2021)
- Sibylle Laurischk (2002–2013)
- Harald Leibrecht (2002–2009)
- Hans Lenz (1953–1967)
- Eduard Leuze (1952–1953)
- Michael Georg Link (2005–2013, 2017–2025)
- Reinhold Maier (1953–1956, 1957–1959)
- Robert Margulies (1949–1964)
- Adolf Mauk (1952–1969)
- Ernst Mayer (1949–1952)
- Patrick Meinhardt (2005–2013)
- Werner Mertes (1961–1976)
- Karl Moersch (1964–1976)
- Klaus Freiherr von Mühlen (1959–1965)
- Dirk Niebel (1998–2013)
- Karl Georg Pfleiderer (1949–1955)
- Claudia Raffelhüschen (2021–2025)
- Wilhelm Rath (1949–1953)
- Martin Reichmann (1961–1969)
- Birgit Reinemund (2009–2013)
- Klaus Rösch (1980–1983)
- Wolfgang Rutschke (1957–1971)
- Hermann Saam (1965–1969)
- Hanns Schloß (1953–1957)
- Erik Schweickert (2009–2013)
- Ursula Seiler-Albring (1983–1994)
- Stephan Seiter (2021–2025)
- Rainer Semet (2021–2025)
- Werner Simmling (2009–2013)
- Judith Skudelny (2009–2013, 2017–2025)
- Kurt Spitzmüller (1957–1969, 1971–1980)
- Willy Stahl (1949–1961)
- Konrad Stockmeier (2021–20215)
- Benjamin Strasser (2017–2025)
- Michael Theurer (2017–2024)
- Florian Toncar (2005–2013, 2017–2025)
- Manfred Vohrer (1972–1983)
- Axel de Vries (1953)
- Ingrid Walz (1988–1994)
- Fritz Weber (1956–1965)
- Wolfgang Weng (1983–1998)
- Hartfrid Wolff (2005–2013)

## Europaabgeordnete
Die FDP stellt bei Europawahlen eine Bundesliste auf. Dem FDP-Landesverband gehörten folgende Europaabgeordnete an:
- Martin Bangemann (1979–1984)
- Andreas Glück (seit 2019)
- Silvana Koch-Mehrin (2004–2014)
- Michael Theurer (2009–2017)
- Manfred Vohrer (1989–1994)